# Rettenbach (Winterthur)

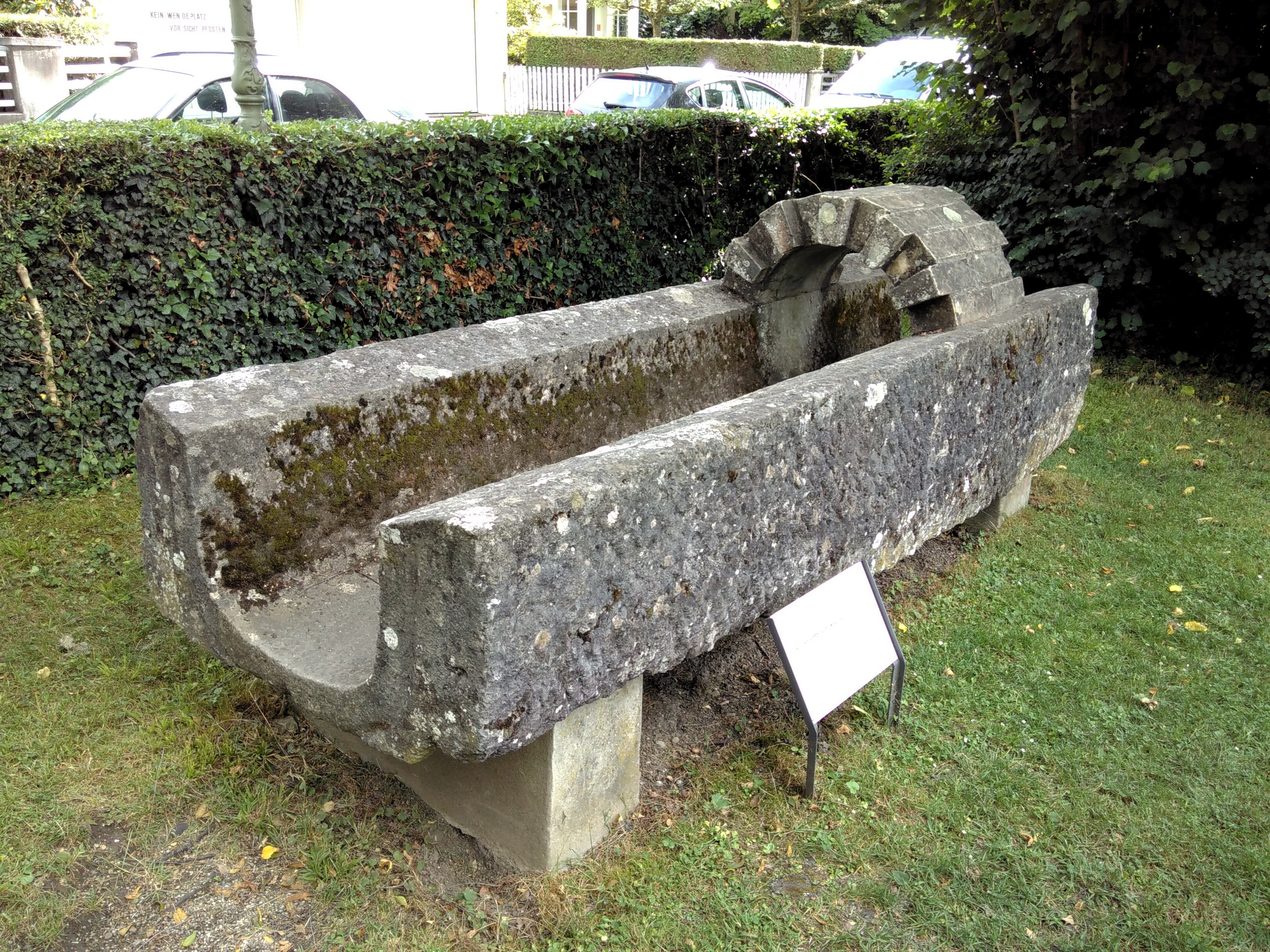
Teil des ehemaligen Stadtbachkanals aus Würenloser Kalk mit Backsteingewölbe

Der Rettenbach, innerhalb des Stadtinnern auch Stadtbach genannt, war ein Nebenarm der Eulach, der im Mittelalter durch die Winterthurer Altstadt floss und die Stadt mit Brauchwasser versorgte.

## Geschichte
Der Rettenbach in Winterthur entstand wahrscheinlich im Laufe der zweiten Hälfte des 12. Jahrhunderts, eine dendrochronologische Datierung eines für den Stadtbach verwendeten hölzernen Pfostens in der Steinberggasse ergab, dass der hierfür verwendete Baum um etwa 1185 gefällt wurde. Zu dieser Zeit wurden die ersten Gräben und die Befestigungsanlagen um Winterthur angelegt, im Rahmen dessen auch grosse Mengen an Kies ausgehoben wurden, die zur Planie der Gassen verwendet wurde und damit auch gleichzeitig die Gassen so ausniviliert hat, dass ein leichtes Gefälle nach Westen entstand, damit Stadtbach durch die Altstadt fliessen konnte. Der erste Stadtbachkanal wurde nach mit Flechtwerk und Steinen an den Seitenwänden verstärkt und floss vermutlich bei der Obergasse in die Stadt hinein und teilte sich dann in zwei Läufe: Der eine Bachlauf verlief über die ganze Neustadtgasse und danach die Marktgasse hinunter zurück in die Eulach. Der zweite Lauf zweite in die heutige Steinberggasse ab und verlief über den Neumarkt und vereinigte sich nach dem Bosshardengässchen mit dem anderen Bacharm.
Mit dem Bau der Neustadt im Osten im 13. Jahrhundert veränderte sich dann auch der Verlauf des Stadtbaches. Er dürfte bereits dann nicht mehr über die Obergasse in die Stadt geflossen sein, sondern über die Neustadt im Osten. Der heutige Rettenbachweg mit seinem schrägen Verlauf liefert bis heute einen Hinweis über den Verlauf des Stadtbachs durch den neu entstandenen Stadtteil. Die Aufteilung in die zwei bekannte Bacharme erfolgte neu bei der Marktgasse auf Höhe Obergasse. Mit dieser Änderung des Flussverlaufs mussten auch die Gassen neu ausniviliert werden: Der alte Stadtbach wurde mit Kies aufgeschüttet, in der Obergasse betrug die Verfüllungshöhe etwa 40 cm, wobei bei archäologischen Untersuchungen auch historisch wertvolle Lederreste in der Verfüllung gefunden wurden. Der neue Stadtbach wurde mit einer Bretterverschalung angelegt. Während der Stadtbach Winterthur mit Brauchwasser der Eulach versorgte, wurden im 13. Jahrhundert auch erstmals in der Obergasse ein Fichtenholzleitungsrohr zur Frischwasserversorgung der Stadt nachgewiesen.
Der Verlauf des Baches sollte sich nun zumindest in den nächsten Jahrhunderten nicht mehr ändern, lediglich noch der Art der Einfassung, die später aus Stein bestand. Der Stadtbach diente übrigens nicht nur der Wasserversorgung, sondern bis zu seiner Eindeckung auch als Abwasserkanal: Jeden Samstagmorgen wurde er zu diesem Zweck geflutet, um die von den Anwohnern reingeworfenen Abfälle wegzuschwemmen.
1835 wurde der Stadtbach eingedeckt und verschwand aus dem Winterthurer Stadtbild. Heute zeugen einerseits noch der schräge Verlauf des Bosshardengässchen sowie des Rettenbachwegs vom Verlauf des Baches, auch ist der Verlauf des Baches an verschiedenen Orten in der Altstadt am Boden eingezeichnet, zum Beispiel beim Graben. Die 1997 angelegten Judd-Brunnen in der Steinberggasse wurden ebenfalls bewusst entlang des Verlaufs des ehemaligen Stadtbachs angelegt. Im Lindengutpark sind noch ehemalige Kanalrohre des Stadtbachs ausgestellt.

## Etymologie
Die Bezeichnung Rettenbach wurde 1349 erstmals und bereits damals in der Form erwähnt. Weitere bekannte Bezeichnungen waren Retenbach (1536, 1801), Redtennbach (1469) sowie die Fehlnennung Rattenbach (1840/1850). Der Name Rettenbach kann dabei wohl vom Verb „retten“ abgeleitet werden. Das Genus verbi ist gemäss Rutishauser nicht ganz einfach auszumachen, er hält jedoch das alte Genus mediopassivisch für wahrscheinlich: «der Bach, mit dessen Wasser man rettet».
Die ebenfalls bekannte Bezeichnung Stadtbach ist wohl eine spätere, für gewisse Abschnitte im Stadtinnern, angewendete Bezeichnung.